# Rekarne

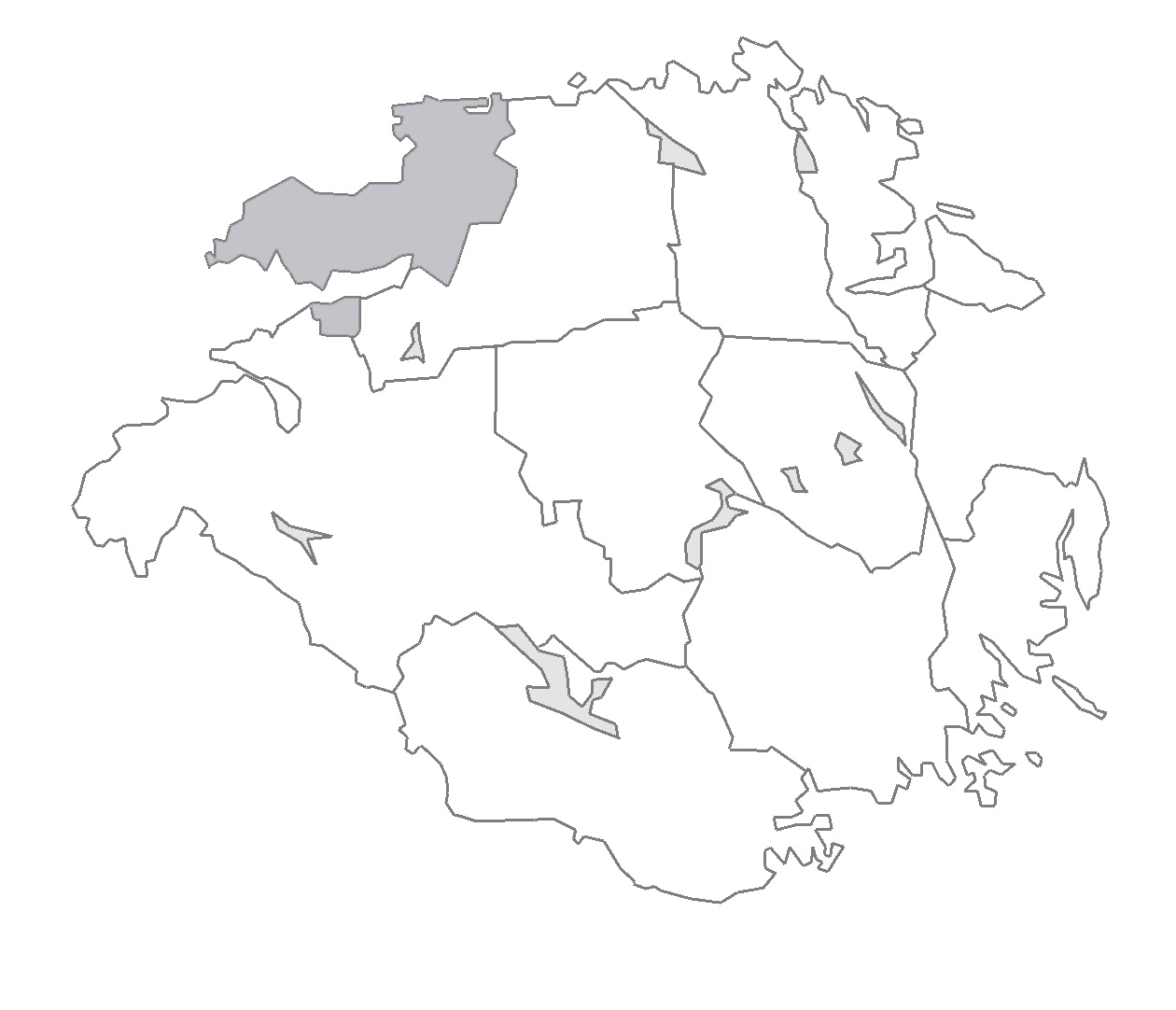
Harde Västerrekarne

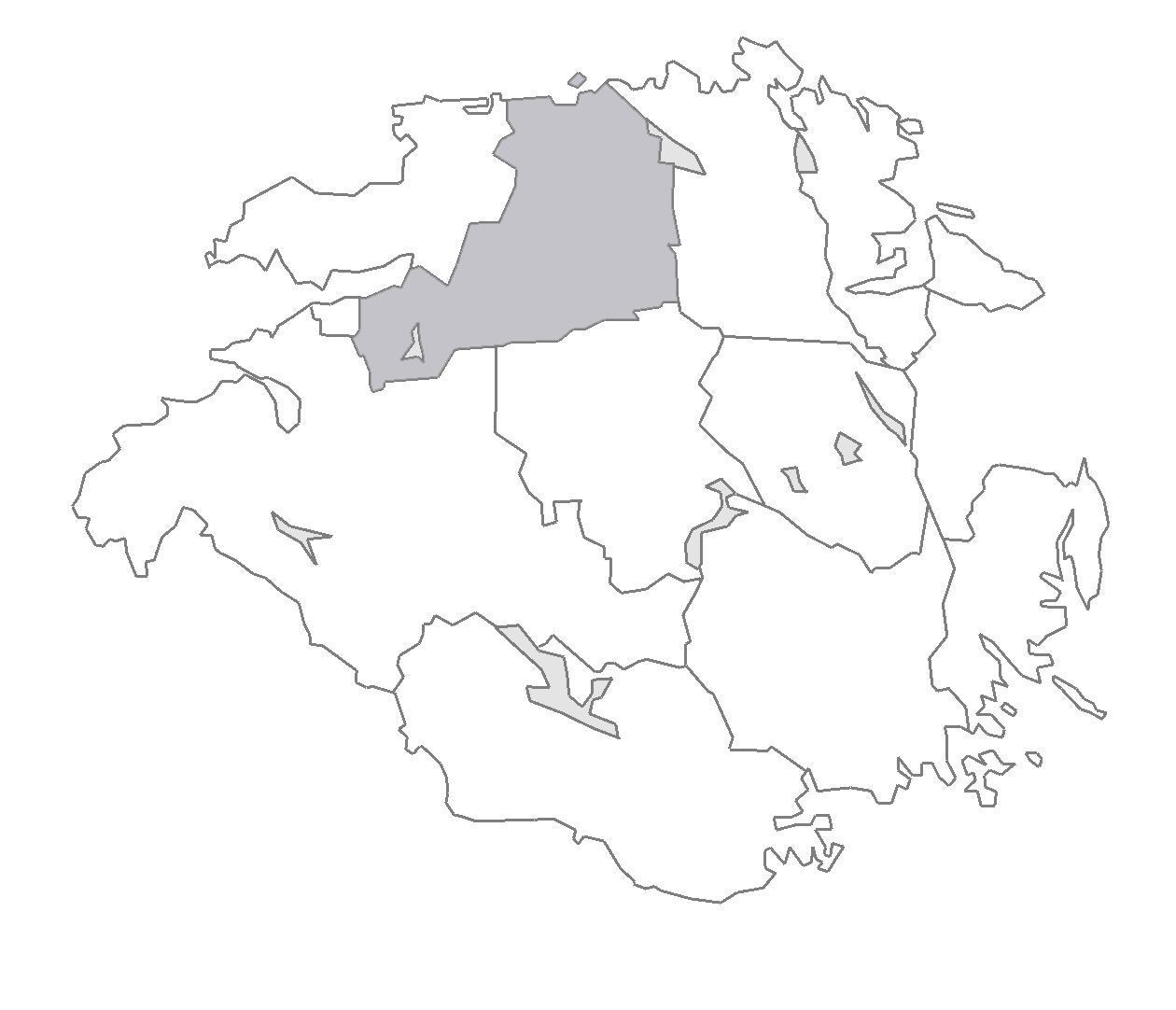
Harde Österrekarne

Rekarne ist eine historische Landschaft im Nordwesten der schwedischen Provinz Södermanlands län.  Sie entspricht etwa der heutigen Gemeinde Eskilstuna und umfasst das landwirtschaftlich geprägte Gebiet um den Eskilstunaån zwischen den Seen Mälaren und Hjälmaren im Südwesten des Mälartals.
Rekarne bedeutet etwa die Linien oder die Ränder auf Altnordisch und wurde erstmals in 1167 schriftlich als Reic erwähnt. Nach einer Deutung könnte der Name sich auf die vielen Endmoränen oder Oser in der Landschaft beziehen, wie Tumboåsen, das Tumbo-Os, westlich von Eskilstuna.  Nach einer anderen Deutung handelt es sich um eine Ravine in Kälby bei Skogstorp, südlich von Eskilstuna.
Vom Mittelalter bis zum 19. Jahrhundert war Rekarne in zwei Harden geteilt:
- Västerrekarne härad (westlich des Eskilstunaåns)
- Österrekarne härad (östlich des Eskilstunaåns)

Dazu kommen die unabhängigen Städte Torshälla (Stadtrecht 1317) und Eskilstuna (1659).

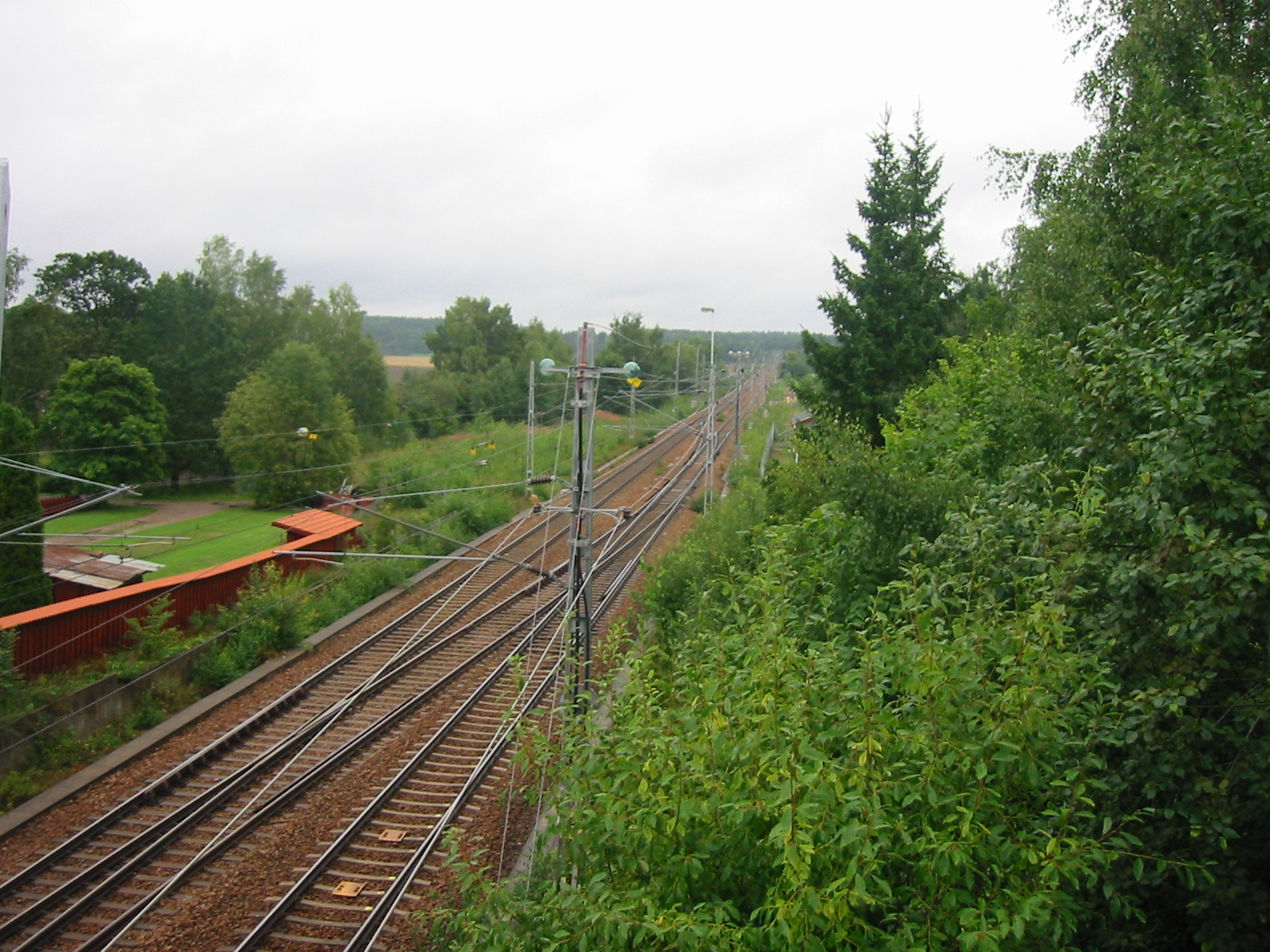
Bahnhof Rekarne an der Svealandsbanan

Der Name Rekarne findet heute keine administrative Anwendung, aber lebt in einigen Ortsnamen fort, z. B. in den Dörfern und ehemaligen Gemeinden Husby-Rekarne und Råby-Rekarne.
Der Bahnhof Rekarne an der Svealandsbana bei Tumbo westlich von Eskilstuna wird als Kreuzungsbahnhof genutzt.
Benannt nach Rekarne sind die regionale Sparkasse, Sparbanken Rekarne, und das Rekarnegymnasiet, ein Gymnasium in Eskilstuna.